# I fantasmi del cappellaio (romanzo)
I fantasmi del cappellaio (titolo originale Les Fantômes du chapelier) è un romanzo di genere giallo scritto da Georges Simenon, nel 1948, a Tumacacori-Carmen in Arizona, non facente parte della fortunata serie del commissario francese Maigret, pubblicato presso le edizioni Presses de la cité nel 1949.
Questo romanzo è il risultato della riscrittura di un racconto che Simenon aveva composto precedentemente, nel 1947, dal titolo Il piccolo sarto e il cappellaio. Nonostante il racconto e il futuro romanzo si assomiglino, la principale differenza è che nel primo vediamo che le vicende sono trattate dal punto di vista del sarto invece che da quello del cappellaio, come accade nel romanzo. Vengono perciò approfondite molto le sensazioni del sarto Kachoudas, le sue paure nei confronti del cappellaio e le sue riflessioni.

## Trama
Dal 13 novembre, giorno del primo assassinio da parte di un killer seriale, nella cittadina di La Rochelle piove ininterrottamente. Anche il tre dicembre, giorno da cui l'autore comincia a narrare le vicende del protagonista, il cappellaio, la pioggia non sembra voler cessare. Il cappellaio Labbé, un rispettabile borghese anziano e molto abitudinario, come al solito, verso le cinque del pomeriggio, lasciato a Valentin l'incarico di chiudere il negozio, comincia a prepararsi per andare a bere e a giocare a carte al bar "Café des Colonnes". Appena uscito, lo raggiunge un sarto armeno che ha la bottega di fronte alla sua, di infima condizione sociale. Anche il sarto è solito intrattenersi al bar per bere due bicchierini, tuttavia da quando il killer ha compiuto il terzo assassinio, ha paura di girare da solo per strada e cerca perciò la presenza di qualcuno di conosciuto. Arrivati al bar, Labbé si siede, coi suoi amici, a un tavolino per giocare a carte, mentre il sarto ne sceglie un altro vicino a quello del cappellaio. A un certo punto il sarto si china verso i piedi del cappellaio perché ha visto nel risvolto dei suoi pantaloni un qualcosa di bianco, che inizialmente ha scambiato per un filo. Raccogliendolo, tuttavia, scopre che erano lettere di un giornale ritagliate in maniera estremamente accurata. Il sarto ora è impaurito dal cappellaio, perché, come tutti gli abitanti di La Rochelle, è consapevole che il killer è solito scrivere delle lettere al giornale L’Écho des Charentes, che il giovane giornalista Jeantet commenta sempre. Quest'ultimo era in effetti arrivato a scrivere, proprio per la cura con cui le lettere erano state ritagliate, che: "Non solo l'assassino è un tipo paziente e meticoloso, ma dispone di molto tempo libero".
Quando, dopo un po' di tempo, il cappellaio decide di dirigersi verso casa, il sarto, nonostante la terribile paura che lo tormenta, lo segue, come se non fosse accaduto niente. A un certo punto il sarto ne perde completamente le tracce. Lo immagina rintanato in un angolo che aspetta il momento opportuno per colpirlo alle spalle e ucciderlo, quando improvvisamente vede una donna sola in mezzo alla strada colpita dal cappellaio con una corda di violoncello, strumento che era stato utilizzato anche per le vittime precedenti. Kachoudas, preso dal panico, affretta il passo verso la centrale di polizia, e vi arriva quasi, quando scorge una sagoma più imponente di lui sulla sinistra che, con una voce calma, gli dice: "Al suo posto non lo farei, Kachoudas". Il sarto, intimorito da quella ammonizione, decide di non parlare con nessuno della sua scoperta, continua a seguire il cappellaio per le strade e ad assistere ai suoi omicidi. Col passare del tempo, Labbé non solo si abitua alla presenza del sarto, ma lo comincia a considerare un vero e proprio amico, gli si affeziona e, in un qualche modo, gli infonde coraggio. Infatti quando Labbé viene a conoscenza di un'improvvisa malattia che ha colpito il sarto, e della sua successiva morte, comincia lentamente a perdere il controllo di sé stesso e delle sue azioni, sente che quella sicurezza che lo aveva inizialmente contraddistinto lo stava abbandonando. Addirittura si sente, anche se indirettamente, responsabile della morte del suo unico vero amico. Preso dal panico e capendo che non avrebbe trovato più alcuna via d'uscita, decide di andare a trovare Berthe, una prostituta conosciuta in paese. Dopo averlo fatto entrare in casa, il cappellaio, ormai dominato da pura e semplice follia, la uccide, e si addormenta sul suo letto. Il giorno dopo la cameriera di Berthe, dopo essere entrata in casa con le chiavi e aver compreso la situazione, si riversa in strada a chiedere aiuto ai passanti. Così l'insospettabile cappellaio, ammessa subito la sua colpevolezza, viene portato via da due guardie.

## Adattamenti cinematografici
Nel 1982 il registra francese Claude Chabrol si ispirò al romanzo per girare un omonimo film con Michel Serrault nel ruolo del cappellaio Labbé e Charles Aznavour nel ruolo del sarto Kachoudas.

## Edizioni italiane
- I fantasmi del cappellaio, traduzione di Franco Cannarozzo, Collana Il Girasole, Milano, Arnoldo Mondadori Editore, 1956.
- I fantasmi del cappellaio, traduzione di Laura Frausin Guarino, Avvertenza di Sandro Volpe, in appendice "Il piccolo sarto e il cappellaio" e il capitolo finale di "Benedetti gli umili", Collana Biblioteca Adelphi n. 338, Milano, Adelphi, 1997, ISBN 978-88-459-1297-9. - Collana Gli Adelphi n.409, Milano, Adelphi, 2012.